# Kanton Liffré
Der Kanton Liffré (bretonisch Kanton Liverieg) ist seit 1790 ein französischer Kanton im Arrondissement Rennes, im Département Ille-et-Vilaine und in der Region Bretagne; sein Hauptort ist Liffré.

## Geschichte
Der Kanton entstand am 15. Februar 1790. Von 1801 bis 2015 gehörten acht Gemeinden zum Kanton Liffré. Mit der Neuordnung der Kantone in Frankreich stieg die Zahl der Gemeinden 2015 auf Liffré. Die Gemeinde Livré-sur-Changeon wechselte zum Kanton Fougères-1. Zu den verbleibenden 7 Gemeinden des alten Kantons Liffré kamen die Gemeinde Acigné des Kantons Cesson-Sévigné und die Gemeinde Brécé aus dem bisherigen Kanton Châteaugiron hinzu.

## Lage
Der Kanton liegt im Zentrum des Départements Ille-et-Vilaine.

## Gemeinden

### Kanton Liffré seit 2015
Der Kanton besteht aus neun Gemeinden mit insgesamt 37.810 Einwohnern (Stand: 1. Januar 2022) auf einer Gesamtfläche von 212,60 km²:
| Gemeinde               | Gallo            | Bretonisch           | Einwohner (2022) | Fläche (km²) | Code postal | Code Insee |
| ---------------------- | ---------------- | -------------------- | ---------------- | ------------ | ----------- | ---------- |
| Acigné                 | Acinyae          | Egineg               | 6.911            | 29,55        | 35690       | 35001      |
| Brécé                  | Berczae          | Brec'heg             | 2.185            | 7,16         | 35530       | 35039      |
| Chasné-sur-Illet       | Chasnaé          | Kadeneg              | 1702             | 9,47         | 35250       | 35067      |
| Dourdain               | Dórdaen          | Dourdan              | 1225             | 13,80        | 35450       | 35101      |
| Ercé-près-Liffré       | Erczaé           | Herzieg-Liverieg     | 2010             | 15,78        | 35340       | 35107      |
| La Bouëxière           | La Boécierr      | Beuzid-ar-C'hoadoù   | 4602             | 49,68        | 35340       | 35031      |
| Liffré                 | Lifrei           | Liverieg             | 8987             | 66,86        | 35340       | 35152      |
| Saint-Sulpice-la-Forêt | -                | Sant-Suleg-ar-C'hoad | 1557             | 6,72         | 35250       | 35315      |
| Thorigné-Fouillard     | Torinyaé-Fólhard | Torigneg-Fouilharzh  | 8631             | 13,58        | 35235       | 35334      |
| Kanton Liffré          | Lifrei           | Liverieg             | 37.810           | 212,60       | -           | 3513       |

### Kanton Liffré bis 2015
Der alte Kanton Liffré bestand aus acht Gemeinden auf einer Fläche von 202,26 km². Diese waren: La Bouëxière, Chasné-sur-Illet, Dourdain, Ercé-près-Liffré, Liffré (Hauptort), Livré-sur-Changeon, Saint-Sulpice-la-Forêt und Thorigné-Fouillard.

## Bevölkerungsentwicklung
| 1962  | 1968  | 1975   | 1982   | 1990   | 1999   | 2006   | 2012   |
| ----- | ----- | ------ | ------ | ------ | ------ | ------ | ------ |
| 8.281 | 8.537 | 10.899 | 14.722 | 18.713 | 22.235 | 24.319 | 25.973 |

## Politik
Im 1. Wahlgang am 22. März 2015 erreichte keines der sechs Wahlpaare die absolute Mehrheit. Bei der Stichwahl am 29. März 2015 gewann das Gespann Isabelle Courtigné/Bernard Marquet (beide PS) gegen Nathalie Davault/Hervé Picard (beide Union de la Droite) mit einem Stimmenanteil von 58,86 % (Wahlbeteiligung:50,56 %).
Seit 1945 hatte der Kanton folgende Abgeordnete im Rat des Départements:
| Vertreter im conseil général des Départements | Vertreter im conseil général des Départements | Vertreter im conseil général des Départements |
| Amtszeit                                      | Name                                          | Partei                                        |
| --------------------------------------------- | --------------------------------------------- | --------------------------------------------- |
| 1945–1961                                     | Jean-Marie Pavy                               | RPF, dann DVD                                 |
| 1961–1965                                     | Jean Vincent                                  | UNR                                           |
| 1965–1979                                     | Jean Pavy                                     | parteilos                                     |
| 1979–1992                                     | Clément Théaudin                              | PS                                            |
| 1992–1998                                     | Francis Havard                                | UDF                                           |
| 1998–2015                                     | Clément Théaudin                              | PS                                            |
| 2015–                                         | Isabelle Courtigné Bernard Marquet            | PS                                            |